# Gotlands Radioamatörklubb
Gotlands Radioamatörklubb (GRK), med anropssignal SK1BL, är en fristående ideell förening bildad den 4 september 1947. Föreningen verkar för att vara samlande för radiointresserade på Gotland.
GRK har en klubbstuga i Ala med teknisk utrustning och antenner för kommunikation på amatörradiobanden från MF till UHF, och ansvarar för en amatörradiorepeater på VHF och två radiofyrar på Gotland. Under 2023 hade föreningen 50 aktiva medlemmar.

## Verksamhet

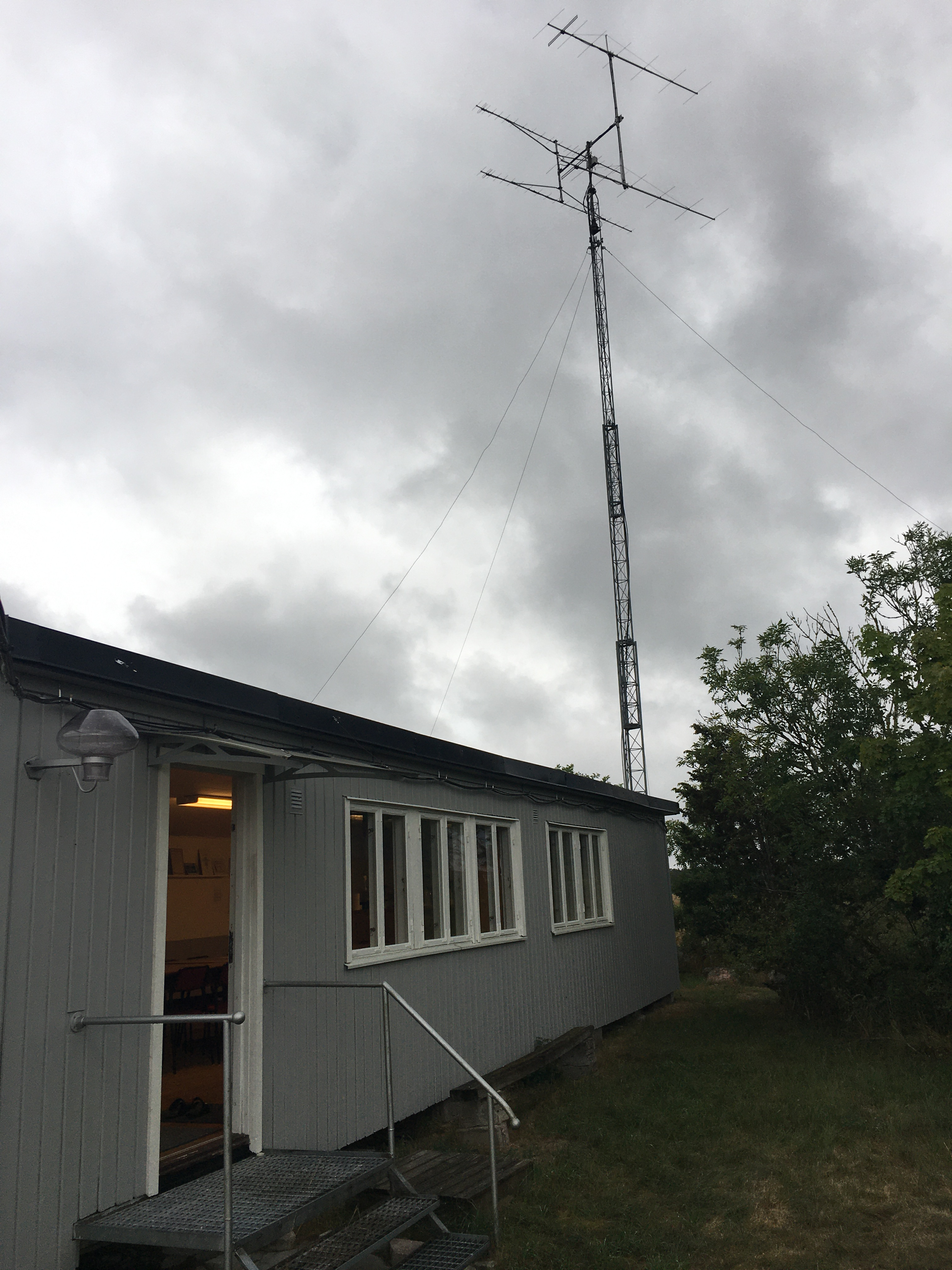
Gotlands Radioamatörklubbs lokal i Ala, med masten med Yagi-antenner för 70-centimeters- och 2-metersbanden (VHF respektive UHF).

Under 2023 hade Gotlands Radioamatörklubb 50 aktiva medlemmar och håller regelbundet månadsmöte andra söndagen varje månad, sedan starten 1947 kallade meetings, där man håller tekniska seminarier samt diskuterar amatörradio i stort. Föreningen deltar med sin anropssignal SK1BL regelbundet i tävlingar inom amatörradio, och arrangerar och deltar i field days och portabeltester. Då Gotland är en populär plats för internationella radioamatörer att logga för kvittens på radioförbindelse (så kallat QSO), samt att Gotland har ett eget IOTA-nummer (IOTA EU-020), så är ett QSL-kort från klubben ofta eftertraktat. Utöver klubbstugan i Ala har föreningen även ett mindre radioshack med utrustning för VHF och UHF vid Hoburgen (Maidenhead-lokator JO96bw), i en internationellt mycket eftertraktad lokator då spetsen på Hoburgen är det enda fasta land som befinner sig i ruta JO96 som i övrigt bara täcker öppet vatten.
Gotlands Radioamatörklubb är sedan 4 oktober 1968 medlem i Sveriges Sändareamatörer (SSA), som också är arrangören av den månatligen återkommande Nordic Activity Contest (NAC) som föreningen regelbundet deltar i. Klubben sänder varje söndag kl 10:00 ut SSA:s Bulletin under anropssignalen SK1SSA, med efterföljande check-in för bekräftelse av mottaget meddelande.
Sedan 1991 har klubben sitt säte i Ala, Maidenhead-lokator JO97hk, i en egen klubblokal bestående av en före detta militärbarack som då flyttades till platsen. Klubblokalen renoverades grundligt under 2021–2022, och är även centrum för hanteringen och distribution av QSL-kort för Gotlands radioamatörer. Föreningen har under 2021 och 2023 anordnat kurser ledande till amatörradio-certifikat, och klubben har tre examinatorer som är godkända av SSA.
Under senare år har föreningen även bjudit in externa presentatörer, såväl nationella som internationella, som föredragit i ämnen som täcker radioteknik eller radioexpeditioner (så kallade DX-peditioner) till diverse exotiska eller otillgängliga platser. Ett exempel är ett föredrag som 2023 hölls på föreningen av Emil Bergmann (DL8JJ) som över videolänk berättade om 2023 års internationella expedition till Rockall Island (IOTA EU-189).

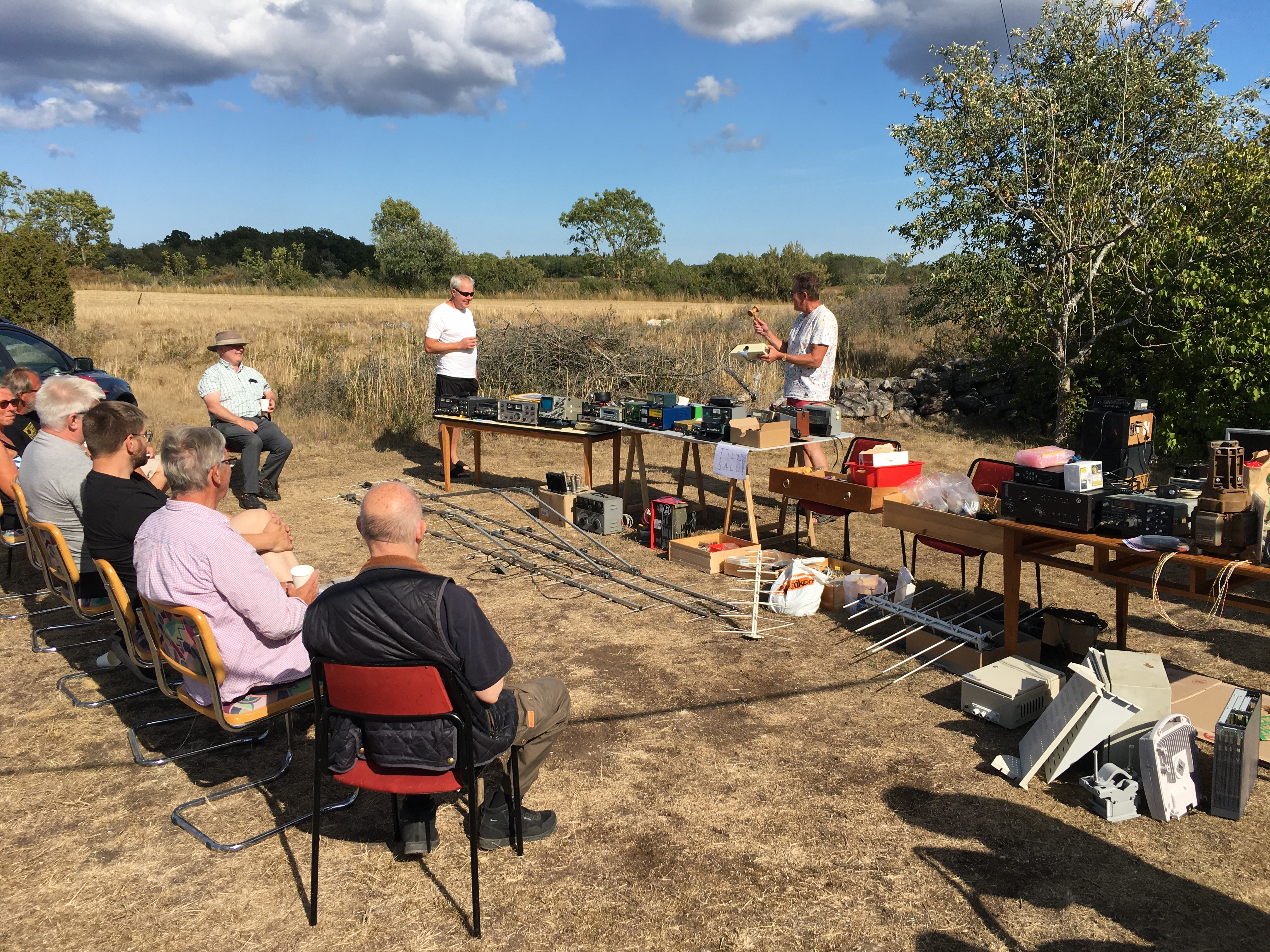
Gotlands Radioamatörklubbs radioauktion sommaren 2023. Auktionsförättare är föreningens ordförande Anders Stenberg (SM1IRS).

Ett återkommande event är föreningens radioauktion för amatörradioutrustning.
Gotlands Radioamatörklubb är vänklubb med Liepajas Radio Amatieru Grupa (Liepaja Radio Amateur’s Group).

## Infrastruktur och teknisk utrustning

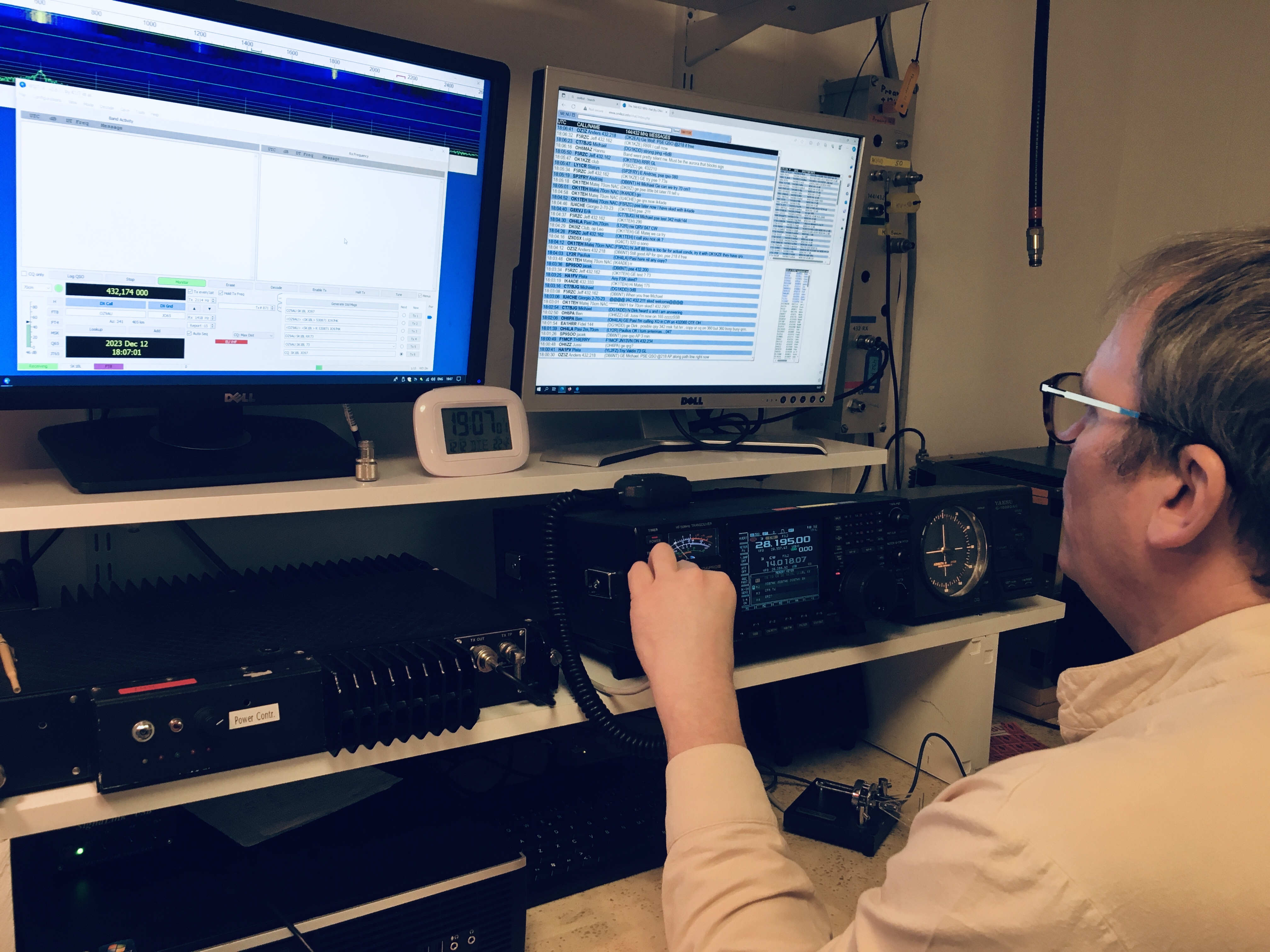
Pågående tävling (Nordic Activity Contest) i Gotlands Radioamatörklubbs klubbstuga i Ala Gyle, tisdagen den 12 december 2023.

Föreningens klubbstuga i Ala rymmer utrustning för amatörradiobanden från 1.8 Mhz (Mediumfrekvens) via kortvåg upp till 50 Mhz, samt två sändare för VHF och UHF med uteffekt på 500 watt, kopplade till två 7- respektive 19-elements Yagi-antenner placerade på en mast med gemensam rotator. Trafiksätten som används är i huvudsak telefoni (FM och SSB) samt telegrafi (CW), men även digitala moder som exempelvis FT8 och FT4.
Som infrastruktur för amatörradio driver föreningen VHF-repeatern SK1RGU (RV62, 145,775 MHz), med antenn placerad högst upp i en 64 meter hög mast i Endre, (120 m ö.h.) mitt på ön, vilket vid gynnsamma förhållanden gör att förbindelse med Öland och fastlandet är möjlig.
Föreningen driver även radiofyrarna SK1VHF (144,447 Mhz), SK1UHF (432,405 MHz), SK1UHG (1296,950 MHz), SK1SHH (10368,850 MHz) alla fyra med Maidenhead-lokator JO97cj och placerade uppe på Lantmännens silo i Klintehamn, 60 meter ovanför havsnivå.

## Ordföranden genom åren
- 1947–1950 – Sigge Dahlström (SM1LO)
- 1951–1954 – Allan Albiin (SM1FP)
- 1955 – Stig Rölin (SM1AIJ)
- 1956 – Sam Hultqvist (SM1XH)
- 1957–1971 – Hasse Jonsson (SM1BZP)
- 1972–1976 – Berndt Thissel (SM1AWD)
- 1977–1979 – Janne Hultström (SM1DUW)
- 1980–1982 – Hans Rosengren (SM1IUX)
- 1983–1991 – Torsten Löfqvist (SM1CIO)
- 1991–? – Harri Urhonen (SM1OII)
- ?–2005 – Anders Stenberg (SM1IRS)
- 2005–2009 – Jan Ottinger (SM1FMT)
- 2009–nuvarande – Anders Stenberg (SM1IRS)

## Klubbens specialsignaler genom åren
I och med föreningens 75-årsjubileum 2022 aktiverade GRK anropssignalen SK75BL.
Under november månad 2024 högtidlighöll GRK med specialsignalen SE80TG 80-årsminnet av sänkningen av passagerarfärjan S/S Hansa som trafikerade rutten Visby-Nynäshamn. S/S Hansa, som torpederades av en sovjetisk ubåt den 24 november 1944, hade fartygsanropet SETG.
- 1975 – 8SK1SSA (SSA 50 år)

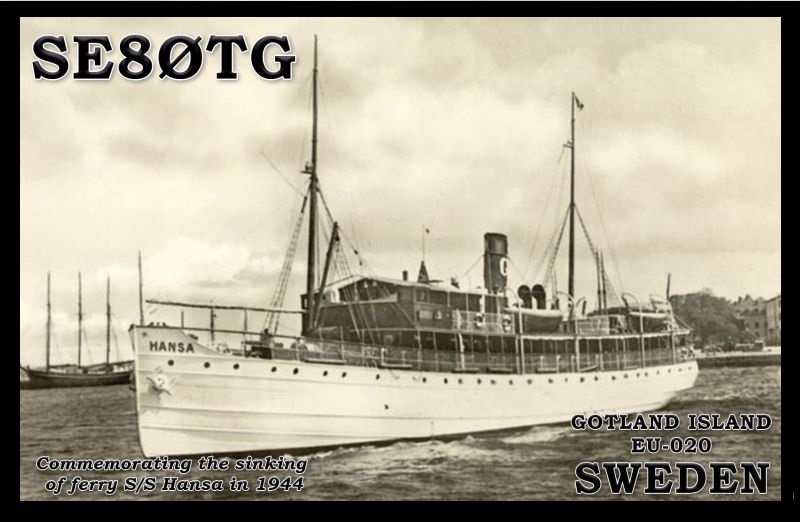
QSL-kort för GRK:s specialsignal SE80TG för högtidlighållande av 80-årsdagen för sänkningen av S/S Hansa.

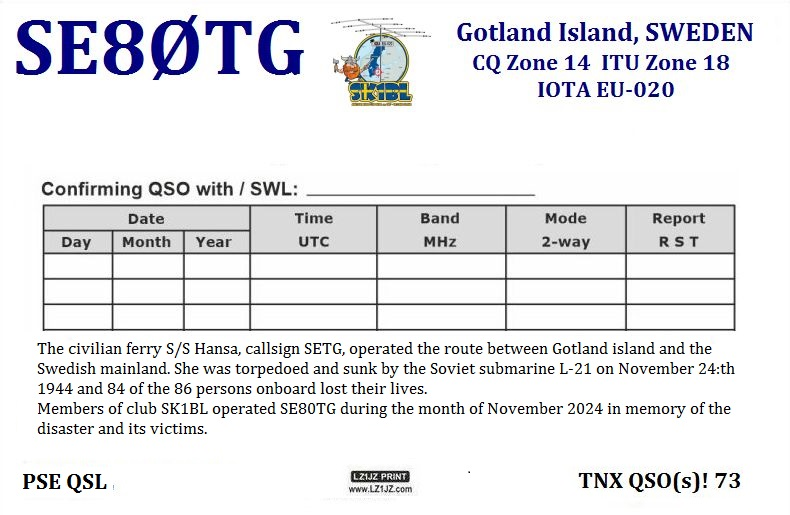
Baksida av QSL-kortet för GRK:s specialsignal SE80TG.

- 1997-06-01–1997-12-31 - 7S1BL (GRK 50 år)
- 1999-06-15–1999-07-15 – 8S1IG (Island Games)
- 1999-11-01–2006-12-31 – 7S1LGT (Hoburgens fyr)
- 2004-01-01–2004-12-31 – SG1RK
- 2005-03-15–2007-12-31 – SG60RK (GRK 60 år)
- 2006-08-18-2006-08-21 – SF1SKI (Stora Karlsö)
- 2011-04-15–2011-06-05 – SI350CP (Christopher Polhem 350 år)
- 2015-08-14-2015-08-16 - SF1B (Bunge Aurs fyr)
- 2016-04-30            – SF1EF (Enholmens fästning)
- 2017-04-10–2017-12-31 – SK70BL (GRK 70 år)
- 2017-05-05–2022-12-31 – 7S1GRK (GRK 70 samt 75 år)
- 2022-03-21–2022-12-31 – SK75BL (GRK 75 år)
- 2024-11-01-2024-11-30 - SE80TG (Hansakatastrofen 80 år)

## Diplom, utmärkelser och tävlingsresultat

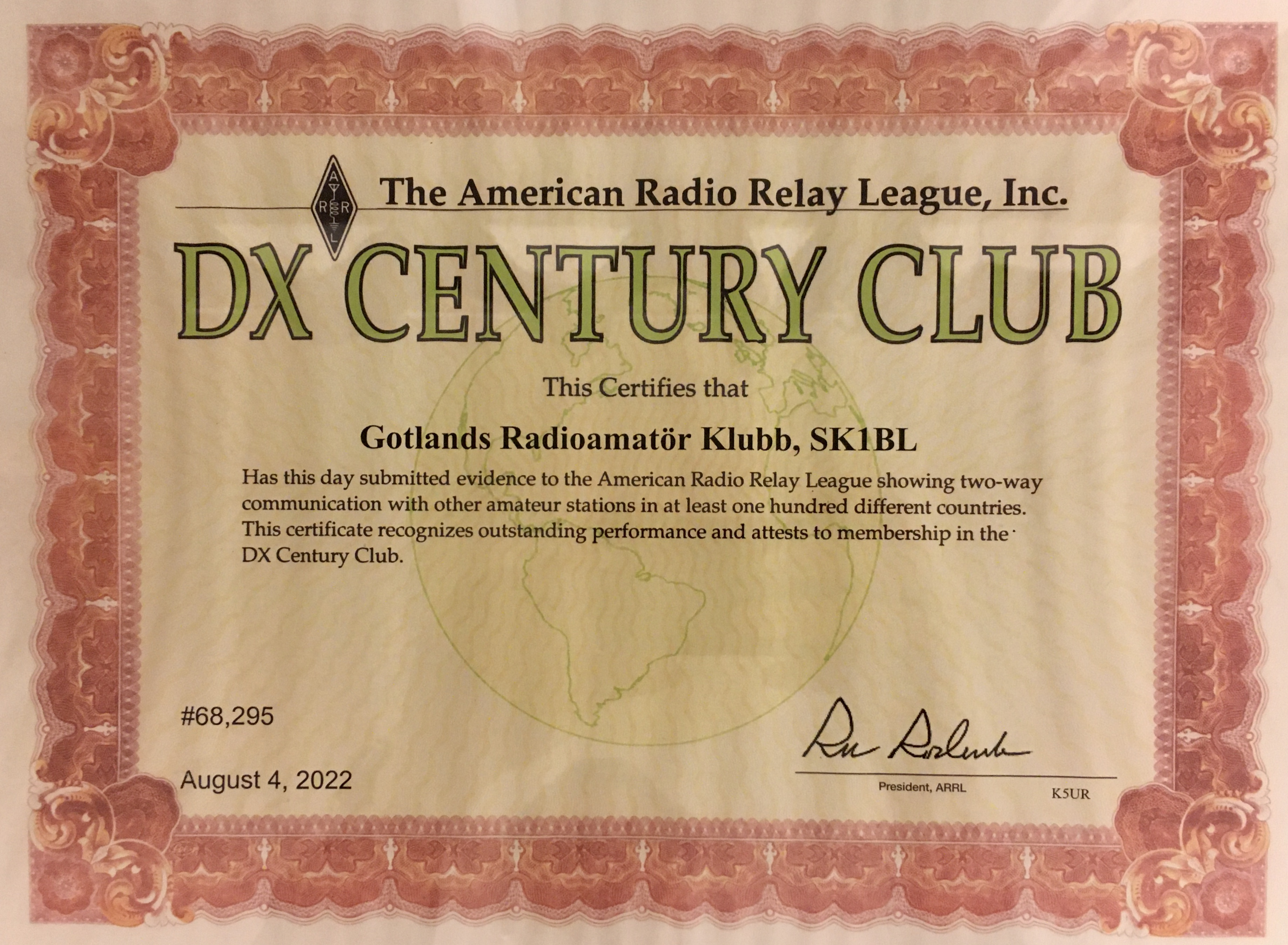
Gotlands Radioamatörklubbs DXCC-diplom från ARRL.

Sedan Gotlands Amatörradioklubb den 16 september 1968 för första gången använde den då nyligen av Televerket tilldelade anropssignalen SK1BL har klubben från American Radio Relay League
 (ARRL) erhållit DXCC-diplom i och med mer än 100 verifierade DX-QSO med olika länder. DXCC-diplomet erhölls 2022, och per 2025 har Gotlands Radioamatörklubb verifierade QSO med 187 olika länder, varav 127 på CW, 115 på PHONE samt 102 på digitala trafiksätt.
SK1BL deltar regelbundet i radiotävlingar (så kallade "Contests") där det i korthet gäller att under en begränsad tid kontakta så många motstationer och med så stort avstånd mellan stationerna som möjligt.
I Nordic Activity Contest (NAC) vann SK1BL klubbtävlingen på nationell nivå åren 2000, 2001 samt 2002. I NAC 144 MHz (VHF) placerade sig SK1BL på tredje plats 2023 och 2024 samt på 432 MHz (UHF) andra plats 2024.
SK1BL vann Sveriges Sändareamatörers Portabeltest på CW (morsetelegrafi) våromgångarna 2021 och 2023.
Åren 2006, 2020 samt 2022 placerade sig SK1BL på tredje plats i Sveriges Sändareamatörers Månadstest CW (morsetelegrafi). SK1BL vann Månadstesten SSB (telefoni) 2006.